# منتخب فيتنام للكريكت
منتخب فيتنام للكريكت هو ممثل فيتنام الرسمي في المنافسات الدولية في الكريكت
.